# Галимир, Феликс
Феликс Галимир (англ. Felix Galimir; 10 мая 1910, Вена — 10 ноября 1999, Нью-Йорк) — американский скрипач и музыкальный педагог австрийского происхождения.

## Биография
Его родители сефардского происхождения - Моско Галимир (1873, Бухарест — 1952) и Эльза Руссо (1878, Вена — 1934).Окончил Венскую консерваторию (1928), затем занимался в Берлине у Карла Флеша.
В 1929 г. создал вместе со своими сёстрами Квартет Галимир, специализировавшийся в исполнении новейшей музыки, особенно Арнольда Шёнберга и его круга. В 1938 г. уехал в США, в 1944 г. получил американское гражданство. Выступал в ансамблях, был одним из концертмейстеров Симфонического оркестра NBC (1939—1954).
С 1954 г. Галимир каждое лето преподавал в музыкальной школе Марлборо, а затем и в ведущих американских консерваториях: сперва в Джульярдской школе (с 1962 г.), затем в Кёртисовском институте (с 1972 г.) и наконец в Маннес-колледже (с 1977 г.). Среди поздних учеников Галимира, в частности, Дженнифер Ко и Чи-Ён.